# Grant-Lee Phillips

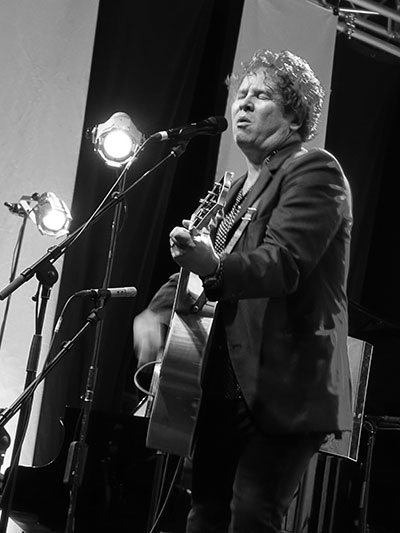
Grant-Lee-Phillips (2015)

Grant-Lee Phillips (* 1. September 1963 in Stockton, Kalifornien) ist ein US-amerikanischer Musiker. Er ist vor allem bekannt geworden als Sänger, Gitarrist und Songschreiber der Band Grant Lee Buffalo (1992–1999).

## Leben
Grant-Lee Phillips wurde 1963 im kalifornischen Stockton als Bryan G. Phillips geboren. Als er für ein Filmstudium nach Los Angeles zog, gründete er mit Jeff Clark die Band Shiva Burlesque, mit der er 1987 und 1990 je ein Album herausbrachte. Danach löste sich die Band auf, und Phillips begann unter dem Namen Grant Lee Buffalo zu musizieren. Verstärkt durch Schlagzeuger Joey Peters und Bassist Paul Kimble unterschrieb er dann bei Slash Records, einem Label, das zu Warner Bros. gehörte. Die Band konnte mit dem 1994 erschienenen Album Mighty Joe Moon und der Singleauskopplung Mockingbirds einen Erfolg verbuchen.
1995 bejubelte das Rolling Stone Magazine Grant-Lee Phillips als „Best male vocalist“. Seit 1999 verfolgt Phillips eine erfolgreiche Solokarriere. Er veröffentlichte mehrere Alben, u. a. Nineteeneighties (2006), auf dem keine eigenen Songs, sondern nur Coverversionen aus den 1980er Jahren enthalten sind – darunter Lieder von The Cure, Pixies, The Church, Echo & The Bunnymen, New Order und The Smiths.
Grant-Lee Phillips trat in den Jahren 2001 bis 2007 auch als Schauspieler in der US-Serie Gilmore Girls auf. Dort stellte Phillips den Stadttroubadour des Städtchens Stars Hollow dar. In dieser Rolle war er auch in der Fortsetzung Gilmore Girls: Ein neues Jahr (2016) zu sehen. Als Schauspieler wie Komponist war er an dem Film Girl Walks Into a Bar (2011) beteiligt.

## Diskografie
Mit Shiva Burlesque:
- 1987 – Shiva Burlesque
- 1990 – Mercury

Mit Grant Lee Buffalo:
- 1993 – Fuzzy
- 1994 – Mighty Joe Moon
- 1996 – Copperopolis
- 1998 – Jubilee

Solo:
- 2000 – Ladies’ Love Oracle
- 2001 – Mobilize
- 2004 – Virginia Creeper
- 2006 – Nineteeneighties
- 2007 – Strangelet
- 2009 – Little Moon
- 2012 – Walking in the Green Corn
- 2016 – The Narrows
- 2018 – Widdershins
- 2020 – Lightning, Show Us Your Stuff